# Saint-Remy-Geest
Saint-Remy-Geest (nld. Sint-Remigius-Geest, wa. Djé-Sint-Rmey) – dzielnica (section) miasta Jodoigne w Belgii, w Regionie Walońskim, w prowincji Brabancja Walońska, w okręgu Nivelles. 1 stycznia 2020 roku liczyła 564 mieszkańców. Do 31 grudnia 1976 samodzielna gmina.

## Demografia
Liczba mieszkańców, stan na 1 stycznia:
| Rok                | 1930 | 1961 | 2020 |
| ------------------ | ---- | ---- | ---- |
| Liczba mieszkańców | 528  | 340  | 564  |